# 哲勒爾河
7°39′N 43°48′E / 7.650°N 43.800°E
哲勒爾河是埃塞俄比亞的河流，位於該國東部，處於索馬里州，屬於法芬河的支流，距離首都亞的斯亞貝巴600公里，發源自吉吉加附近，每年平均降雨量498毫米。